# Фернандес, Паула
Паула Фернандес де Соуза (порт. Paula Fernandes de Souza) — бразильская сертанежу-певица, композитор и аранжировщик. Паула Фернандес была самой популярной персоной в поиске Google в Бразилии в 2011 году. В 2016 году получила Latin Grammy Awards в категории «Música Sertaneja» за альбом «Amanhecer».

## Биография
Паула Фернандес родилась 28 августа 1984 г. в Сети-Лагоас, Минас-Жерайс. Начала петь в восемь лет, и выпустила свой первый альбом ещё до десяти лет, на виниле. В двенадцать лет, она переехала в Сан-Паулу и была нанята группой, с которой она путешествовала по всей стране и многому научились на сцене.
Второй альбом, «Ана Райо» (Ana Rayo), был вдохновлен успехом романа «История Анны Райо и Джо Гром» (A História de Ana Raio e Zé Trovão). Проблемы с продолжением карьеры вынудили её в 18 лет прервать артистическую карьеру и вернуться в Минас-Жерайс. Она училась географии в Белу-Оризонти и, параллельно, играла и пела в барах.
После успеха записи Ave Maria Natureza для теленовеллы América, бразильской телевизионной сети Globo, выпустила компакт-диск «Песни Южного ветра» (Canções do Vento Sul) с композициями в нескольких музыкальных стилях, хотя и с акцентом на романтическое бэккантри (Música sertaneja). С этим альбомом была номинирована на бразильской музыкальной премии (Prêmio TIM de Música) 2006 года в номинации лучшая поп-певица.

## Дискография

### Альбомы студии
- 1993 — Paula Fernandes
- 1995 — Ana Rayo
- 2005 — Canções do Vento Sul
- 2007 — Dust in the Wind
- 2009 — Pássaro de Fogo
- 2012 — Meus Encantos

### Концертных альбома
- 2011 — Paula Fernandes: Ao Vivo